# Amílcar Giscón
Amílcar Giscón (en griego antiguo: ᾿Αμίλκας en latín: Hamilcar, muerto en 309 a. C.), fue un comandante del ejército de Cartago durante las Guerras sicilianas. Fue hijo de Giscón, y primo de Bomílcar.

## Biografía
Fue elegido magistrado supremo de Cartago tras la misteriosa desaparición de Amílcar II (de quien se sospecha que fue asesinado por el Estado. Rompió la alianza que su predecesor había hecho con Agatocles y se dirigió con grandes fuerzas africanas a Sicilia para enfrentarse al peligroso líder siciliota. Tras desembarcar cerca de Agrigento (ciudad aliada de los cartagineses), Amílcar acampó en la colina conocida como Ecnomo, en la que finalmente se enfrentó al ejército siracusano.

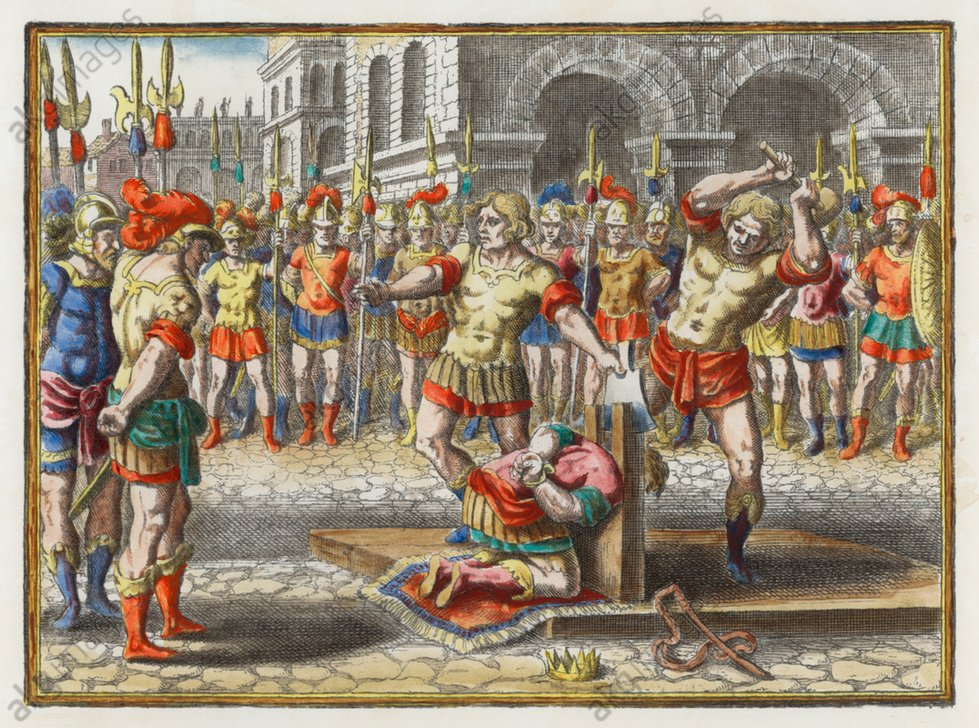
La decapitación de Amílcar III durante el asedio de Siracusa (miniatura de 1630, Gottfried, Merian d. Ä.)

Tras dos batallas de resultado incierto, Amílcar consiguió derrotar a Agatocles y pasó a asediar la pentápolis de Siracusa, después de haber conquistado la jora. Su asfixiante asedio llevó a Agatocles a la audaz decisión, nunca antes intentada por ningún ejército, de transferir el conflicto a suelo africano; distrayendo así a las tropas de Amílcar de su principal objetivo: el asedio a Siracusa.
Tras diversas vicisitudes, Amílcar consiguió penetrar en el interior de las murallas de Siracusa, pero su escuadra fue capturada y hecha prisionera por los habitantes de la polis, liderados en aquel momento por el hermano de Agatocles; Antandro. Finalmente fue decapitado en la plaza pública de Siracusa.
Su cráneo fue enviado a África donde fue mostrado por Agatocles a los reyes libios para inducirles a dejar de depositar su fe en Cartago y unirse a él en una lucha de liberación contra el opresor cartaginés.